# Ermita de Boinas
La ermita de Santa María de Boinas es un templo católico situado en la localidad de Robles de la Valcueva perteneciente al término municipal de Matallana de Torío en la provincia de León, España. Se encuentra próxima al río Torío.

## Descripción
Según los autores José Manuel González García y Julia Miranda Pérez-Seoane en su obra “El románico en el municipio de Matallana”, se trata del último vestigio del poblado medieval de Godinas del que toma su nombre. En sus inmediaciones se han encontrado restos de otras edificaciones dedicadas al alojamiento de eremitas, así como antiguos enterramientos.
La iglesia, románica en su origen, fue incendiada durante la Guerra Civil Española, desapareciendo entonces los retablos barrocos y la talla románica original de la Virgen de Boinas. A lo largo de su historia ha sufrido diversas reconstrucciones, muestra de ello son la variedad de materiales que componen el edificio.
En la puerta principal de la ermita, podemos observar en su ángulo superior derecho un bajorrelieve, vestigio de lo que fue la antigua construcción. Se trata de la representación de una figura femenina de formas toscas que porta sendos objetos en sus manos. El valor simbólico de esta talla primitiva se desconoce, aunque se apunta a una alegoría de la eucaristía.
El 15 de agosto tiene lugar la tradicional romería, en la cual, la imagen de la Virgen es escoltada por los pendones desde la plaza de Robles de la Valcueva hasta el Santuario, al son de la dulzaina y el tambor.
Esta ermita forma parte de una ruta de senderismo denominada Ruta de Boinas y del Camino de Santiago Allerano.